# فازكين سركسيان
فازكين سركسيان (الأرمينية: Սարգսյան Սարգսյան)، وُلِدَ في 5 مارس 1959 - 27 أكتوبر 1999) كان قائدًا عسكريًا أرمينيًا وسياسيًا. وأول وزير دفاع لأرمينيا من 1991 إلى 1992 ثم من 1995 إلى 1999. شغل منصب رئيس وزراء أرمينيا من 11 يونيو 1999 حتى اغتياله في 27 أكتوبر من نفس العام. وقد برز خلال الحركة الجماهيرية لتوحيد ناغورني كاراباخ مع أرمينيا في أواخر الثمانينيات من القرن الماضي وقاد الجماعات التطوعية الأرمينية خلال الاشتباكات المبكرة مع القوات الأذربيجانية. تم تعيينه في منصب وزير الدفاع من الرئيس ليفون تير-بيتروسيان بعد استقلال أرمينيا عن الاتحاد السوفيتي في أواخر عام 1991، وأصبح فازجين أبرز قائد للقوات الأرمينية خلال حرب مرتفعات قرة باغ.وفي مواقف مختلفة، قام بتنظيم العمليات العسكرية في منطقة الحرب حتى عام 1994، عندما تم التوصل إلى وقف إطلاق النار الذي أنهى الحرب بتوحيد الأمر الواقع بين جمهورية ناغورني كاراباخ وأرمينيا.
في السنوات التي تلت الحرب، شدد فازكين قبضته على القوات المسلحة، مما جعله كرجل قوي افتراضي. بعد دعمه القوي لـتير-بيتروسيان للاحتفاظ بالسلطة، أجبر الرئيس على ترك منصبه في عام 1998؛ بسبب دعمه للتنازلات في مفاوضات تسوية منطقة ناغورني كاراباخ، وساعد رئيس الوزراء روبرت كوتشاريان على أن يُنتَخَب رئيسًا. مع تدهور علاقاتهم، دمج فازجين جماعة يوركرابه المحاربين القدامى في الحزب الجمهوري وتعاونوا مع الزعيم الشيوعي السابق لأرمينيا كارين ديميرشيان. في انتخابات مايو 1999 حصل تحالفهم ذو العقلية الإصلاحية على أغلبية مريحة في الجمعية الوطنية. أصبح سركسيان رئيسًا للوزراء، حيث ظهر باعتباره صانع القرار الفعلي في أرمينيا مع السيطرة الفعالة على الجيش والهيئة التشريعية.
اغتيل فازجين جنباً إلى جنب مع ديمرشيان وآخرين، في البرلمان الأرمني لإطلاق النار في 27 أكتوبر 1999. وقد حُكِمَ على الجناة بالسجن مدى الحياة. ومع ذلك، فإن عدم الثقة تجاه عملية المحاكمة ولدت عدداً من نظريات المؤامرة. بعض الخبراء والسياسيين جادلوا بأن اغتيالهم كان العقل المدبر من قبل كوشاريان ووزير الأمن الوطني سيرج سركسيان. ويشتبه آخرون في احتمال تورط قوى أجنبية في إطلاق النار.
على الرّغم من إرثه المتباين، فإن فازجين أصبح الآن معروفًا على نطاق واسع كبطل قومي عبر الطيف السياسي والجمهور. مُنح فازجين لقب سبارابت التشريفي، حيث قدم مساهمات كبيرة في إنشاء أرمينيا كدولة مستقلة وضمان أمنها كمؤسس للجيش الأرمني. كما تم انتقاده من قبل منظمات حقوق الإنسان لأنه غير ديمقراطي، خاصة بالنسبة لدوره في الانتخابات. حصل فازجين على أعلى الألقاب في أرمينيا وناغورنو كاراباخ: البطل الوطني لأرمينيا، وبطل أرتساخ.

## الحياة والمهنة
ولد فازجين في قرية أرارات في أرمينيا السوفييتية بالقرب من الحدود التركية، في 5 مارس 1959، بعد إنهاء دراسته الثانوية في قريته، التحق بمعهد يريفان للثقافة البدنية من عام 1976 إلى عام 1979. عمل كمدرس للتربية البدنية في المدرسة الثانوية في أرارات من عام 1979 إلى عام 1983. لذلك، تم إعفاؤه من التجنيد في الجيش السوفيتي. من عام 1983 إلى عام 1986، كان زعيم الرابطة الشيوعية (كمسومول) في مصنع إسمنت أرارات.
كان من هواة الكتابة، حيث عاش حياة اجتماعية أدبية ونشطة. كتب روايته الأولى في عام 1980، وأصبح عضوًا في اتحاد الكتاب في أرمينيا في عام 1985. من عام 1986 إلى عام 1989، ترأس إدارة الدعاية في Garun («Գարուն»، » الربيع») الأدبية الشهرية في يريفان. في عام 1986، صدر أول كتاب له بعنوان («Հացի փորձություն») إغراء الخبر، والذي نال به تكريمًا من كمسمول الأرمينية. تم نشر عدد من أعماله في المجلات، ولكن مهنته الأدبية لم تدم طويلاً وانتهت في أواخر الثمانينات.

## نزاع ناغورنو كاراباخ

### المراحل المبكرة واستقلال أرمينيا
إن الديمقراطية النسبية للنظام السوفييتي في ظل سياسات ميخائيل غورباتشوف الجلاسنوستية والبيريسترويكا منذ أواسط الثمانينات من القرن الماضي أدت إلى ظهور القومية في جمهوريات الاتحاد السوفيتي. في أرمينيا حصلت حركة كاراباخ على دعم شعبي واسع النطاق. وطالب الأرمن السلطات السوفييتية بتوحيد منطقة ناغورني كاراباخ المتمتعة بالحكم الذاتي ذات النفوذ الأرمني (NKAO) في أذربيجان مع أرمينيا. في فبراير 1988، طلبت الهيئة التشريعية الإقليمية في NKAO نقل المنطقة من جمهورية أذربيجان الاشتراكية السوفيتية إلى جمهورية أرمينيا الاشتراكية السوفيتية، ولكن تم رفضها من قبل المكتب السياسي، وتصاعدت التوترات بين الأرمن والأذربيجانيين مع المذبحة في سومجيت. ومع تسلح كلا المجموعتين، أصبحت الاشتباكات متكررة، لا سيما في منطقة ناغورنو كاراباخ المتنازع عليها والمناطق الحدودية في الجمهوريتين السوفييتيتين. في عامي 1989 و1990، تولى سركسيان قيادة الجماعات التطوعية الأرمينية التي تقاتل بالقرب من يراسك، على الحدود الأرمنية الأذربيجانية (جمهورية نخجوان الذاتية)، وليس بعيداً عن مسقط رأسه.
بحلول يناير 1990، أصبح جزءًا من قيادة الحركة الوطنية الأرمنية. تم انتخابه في البرلمان الأرمني (المجلس الأعلى) في انتخابات مايو 1990. شغل منصب رئيس لجنة المجلس الأعلى للدفاع والداخلية حتى ديسمبر 1991. بمبادرته تم تأسيس الفوج الخاص في سبتمبر 1990. تتألف من 26 فصيلة و 2,300 رجل، كانت أول وحدة عسكرية أرمنية رسمية مستقلة عن موسكو. أصبحت القاعدة الرئيسية للجيش الأرمني في السنوات التالية.

جنود الأرمن في كاراباخ في أوائل التسعينات.

بحلول عام 1991، اضطر معظم الأرمن من أذربيجان والأذربيجانيين من أرمينيا من الانتقال إلى بلدانهم، حيث أصبح البقاء في منازلهم شبه مستحيل. على الرغم من إعلان أرمينيا استقلالها عن الاتحاد السوفييتي في 23 آب/ أغسطس 1990، إلا أن ذلك لم يحدث إلا في 21 أيلول/ سبتمبر 1991، أي بعد شهر من الانقلاب الفاشل في أغسطس في موسكو، عندما صوتت الأغلبية الساحقة من الأرمن لصالح الاستقلال في استفتاء وطني. تم انتخاب ليفون تير بتروسيان، رئيس لجنة كاراباخ ورئيس المجلس الأعلى منذ عام 1990، رئيسًا لأرمينيا في أكتوبر.

### تورط عسكري نشط
يرجع ذلك إلى حقيقة أن فازجين كان يتمتع بشعبية بين الوحدات التطوعية الأرمينية وضباط الجيش، فقد تم تعيينه أول وزير دفاع لأرمينيا المستقلة من قبل الرئيس تير بتروسيان في ديسمبر 1991. وفي 28 كانون الثاني / يناير 1992، أصدرت الحكومة الأرمنية المرسوم التاريخي «بشأن وزارة الدفاع في جمهورية أرمينيا»، الذي أنشأ القوات المسلحة لأرمينيا رسمياً. مع صعود الأعمال العدائية في ناغورني كاراباخ، في مارس 1992، أعلن سركسيان أن أرمينيا بحاجة إلى جيش قوي قوامه 30,000 للحفاظ على الأمن. وفي 9 أيار / مايو 1992، سجلت القوات الأرمينية أول نجاح عسكري كبير لها في ناغورنو - كاراباخ مع أسر شوشا. تم تسجيل نصر هام آخر للقوات الأرمينية بعد أسابيع من الاستيلاء على لاتشين،والذي يربط أرمينيا مع ناغورني كاراباخ. 
في صيف عام 1992، تحول الموقف إلى حالة حرجة بالنسبة للقوات الأرمينية عقب إطلاق عملية غورانبوي، التي سيطرت خلالها أذربيجان على النصف الشمالي من ناغورني كاراباخ. وفي 15 آب/أغسطس 1992، دعا فازجين رجال أرمينيا إلى التجمع وتشكيل وحدة تطوعية لمكافحة القوات الأذربيجانية المتقدمة في الأجزاء الشمالية من ناغورنو - كاراباخ. في خطاب متلفز ذكر:
«إذا اجتمع ما بين 10-15 رجل من كل منطقة من مناطق أرمينيا، يمكننا تشكيل كتيبة من 500. يجب أن تحارب هذه الكتيبة في أخطر المناطق، حيث تكون فرصة البقاء على قيد الحياة 50-50. سنذهب معاً للقتال في أصعب الأجزاء وسنفوز؛ لأنه في الواقع لم يتغير شيء فالعدو هو نفس العدو، الذي كان يهرب ونحن متشابهون. لقد فقدنا الثقة في قوتنا. الآن نحن بحاجة إلى هجوم آخر ويجب أن نفعل ذلك مع كبار السن لتحفيز الآخرين في الجيش. بعد غد سنكون قادرين على إنشاء كتيبة من 500 متطوع، ثم سنقاتل وسننتصر.»
الكتيبة سركسيان، واسمه "Artsiv mahapartner" («Արծիվ մահապարտներ»، و«النسور المحكوم عليهم بالإعدام»)، تم تشكيلها في 30 أغسطس 1992. تحت قيادة اللواء أستفاتسن بتروسيان،  هزم القوات الأذربيجانية بالقرب من دير غاندزاسار وقرية تشلدران في مقاطعة مارتاكيرت، في 31 أغسطس و1 سبتمبر 1992 على التوالي. وفقاً لوزارة الدفاع الأرمنية، أوقف نشاط الكتيبة تقدم القوات الأذربيجانية وأدى لتحويل مسار الحرب لصالح الجانب الأرمني في ذلك الجزء من المنطقة.

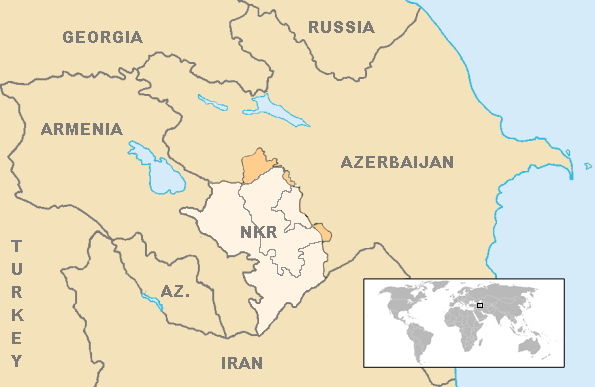
انتهى وقف إطلاق النار عام 1994 حرب مرتفعات قرة باغ مع قيام القوات الأرمنية بالسيطرة «بحكم الواقع» على المنطقة المتنازع عليها

### الانتصار العسكري الأرمني
وفي الفترة بين تشرين الأول/أكتوبر 1992 وآذار/مارس 1993، عمل سركسيان مستشاراً رئاسياً لشؤون الدفاع والمبعوث الرئاسي للمناطق الحدودية في أرمينيا. في وقت لاحق، تم تعيينه وزير الدولة لشؤون الدفاع والأمن والداخلية. في هذه المواقف، كان لسركسيان دور كبير في تقدم الجيش الأرمني. مع القادة الرئيسيين الآخرين، قام بتنظيم العمليات إلى القوات الأرمينية في ناغورني كاراباخ. كان نشطًا بشكل خاص في توحيد مختلف الفصائل شبه المستقلة النشطة في منطقة الحرب. تسببت الفوضى السياسية في أذربيجان وإحباط الجيش الأذربيجاني في سيطرة القوات الأرمينية على المناطق خارج حدود ناغورنو كاراباخ الأصلية التي رسمها السوفييت. في عام 1993، أسس سارغسيان وقاد يرقراع، وهو اتحاد يضم 5,000 من قدامى المحاربين، كان له تأثير كبير في السياسة الداخلية لأرمينيا في سنوات ما بعد الحرب وأصبح القاعدة الرئيسية لفازين سركسيان في السلطة.
وفي أوائل نيسان/أبريل 1993، استولت القوات الأرمينية على كيلبجار، وهي مدينة تقع خارج المناطق المتنازع عليها، مما تسبب في الاهتمام الدولي بالنزاع. أغلقت تركيا حدودها مع أرمينيا، في حين أصدرت الأمم المتحدة قرارًا يدين هذا العمل. في صيف عام 1993، اكتسبت القوات الأرمينية المزيد من الأراضي، وبحلول أغسطس، سيطرت على مقاطعة فضولي وجبرائيل وزانغيلان. بحلول أوائل عام 1994، دمرت الحرب كلا البلدين. وفي 5 أيار/مايو، وقع بروتوكولات بيشكيك رؤساء برلمانات ناغورنو - كاراباخ وأرمينيا وأذربيجان. وقد قامت جمهورية مرتفعات قرة باغ المدعومة من أرمينيا بالسيطرة الفعلية على هذه الأراضي. ولا زال إقليم ناغورنو كاراباخ (المعروف أيضاً باسم أرتساخ للأرمن) غير معترف به دولياً وجزءا من أذربيجان. ومع ذلك، فهي في الواقع موحدة مع أرمينيا.

## وزير الدفاع ورئيس التغيير
تم تعيين فازجين وزيراً للدفاع من قبل تير بتروسيان في 26 يوليو 1995، خلال إعادة هيكلة الوزارات الحكومية. بقي في هذا المنصب لمدة أربع سنوات تقريبًا. واعتبر الجيش الأرمني كبير من قبل الخبراء مع أرمينيا التي وصفها بأنها الدولة السوفياتية السابقة الوحيدة التي «تمكن من بناء جيشها القتالي القادر من الصفر»، وكان «قابل للمقارنة في كفاءة بالجيش السوفياتي.» وفقاً لتوماس دي فال، كان الجيش «أقوى مؤسسة» في أرمينيا تحت قيادته.يرجع الفضل إلى سركسيان في إضفاء الطابع المهني على الجيش الأرمني.
أظهر فازجين سركسيان ثقة قوية في الجيش وذكر في عام 1997 أن قوتها قد تضاعفت في العامين الماضيين. في نفس العام، وذلك رداً على تصريحات الرئيس الاذربيجاني حيدر علييف أن أذربيجان كانت «مستعدة لحل مشكلة كاراباخ بالقوة،» سركسيان فأجاب: «دعه يفعل ذلك، ونحن مستعدون.» مصطلح سركسيان وزيراً للدفاع تميزت بالتعاون مع روسيا واليونان. كان لسركسيان صلات وثيقة مع النخبة العسكرية الروسية، ولا سيما وزير الدفاع بافيل غراتشيف. وفقاً لمؤسسة جيمستاون، تابع دبلوماسية عسكرية مع اليونان وقبرص وسوريا وإيران وبلغاريا لتحالف موالٍ لروسيا.

### «الوزير القوي» انتخابات 1995-1996
أصبح فازجين شخصية رئيسية في أرمينيا ما بعد الحرب يرجع ذلك إلى حقيقة أنه كان مدعوماً بلا منازع من قبل الجيش، المؤسسة الراسخة الوحيدة في أرمينيا. تم وصفه بأنه غمار في السياسة الأرمنية، في أعقاب الحرب، التي كانت مصحوبة بأزمة اقتصادية قاسية في أرمينيا، أصبح الرئيس تيتروسيان غير محبوب. فحكمه الاستبدادي حظر حزب المعارضة الرئيسي في أرمينيا الاتحاد الثوري عام 1994 وقبض على قادته، ما جعله يعتمد بشكل كبير على «هياكل السلطة»، والتي شملت وزارات الدفاع (برئاسة سركسيان)، الداخلية (فانو سيراديغيان) والأمن القومي (سيرج ساركسيان). في تموز/يوليو 1995، ساعد فازجين سركيسيان الحركة الوطنية الأرمينية في تير - بيتروسيان (PANM) بالفوز بالانتخابات البرلمانية وتمرير الاستفتاء الدستوري الذي منح الرئيس سلطات أكثر في تعيين ورفض كبار المسؤولين القضائيين والتشريعيين. لقد شُوهوا بانتهاكات انتخابية كبيرة.
أصبح تأثير فازجين على رئاسة تير-بتروسيان أكثر وضوحاً خلال الانتخابات الرئاسية عام 1996 والتطورات اللاحقة. قبل بضعة أيام من الانتخابات، أعلن دعمه لتير-بتروسيان، مشيراً إلى أن أرمينيا «ستدخل القرن الواحد والعشرين منتصرة ومستقرة مع تير-بتروسيان.» وفقاً للدراسات القوقازية الإقليمية، فازجين «أوقفوا الناخبين» من تير بتروسيان وتسببوا في«تهيج وكراهية» في 28.6 ٪ من الناس وفقاً لاستطلاع الرأي. وانتقدت منظمات الرقابة الانتخابات التي أجريت في 22 سبتمبر والتي وجدت «انتهاكات خطيرة لقانون الانتخابات». مع أكثر من 50 ٪ من مجموع الأصوات لصالحه، شجب من قبل مرشح المعارضة فازين مانوكيان الذي حصل رسميا على 41 ٪ من الأصوات. بدأ مانوكيان مظاهرات ادعى فيها التزوير الانتخابي من قبل مؤيدي تير-بيتروسيان. وتوجت الاحتجاجات في 25 سبتمبر، عندما قاد مانكيان الآلاف من أنصاره إلى مبنى البرلمان في شارع باغرامان، حيث كانت اللجنة الانتخابية في ذلك الوقت. في وقت لاحق من اليوم، كسر المتظاهرون السياج المحيط بالبرلمان ودخلوا المبنى. ضربوا رئيس البرلمان بابكين ونائب رئيس عرا سهاكيان. رداً على ذلك، صرّح فازجين سركيسيان أنه «حتى لو فازت (المعارضة) بنسبة 100% من الأصوات، فلن يعترف الجيش ولا وزارة الأمن الوطني ووزارة الداخلية بالقادة السياسيين». وانتقدته منظمات حقوق الإنسان في وقت لاحق لهذا البيان.تم نشر قوات أمن الدولة والدبابات والقوات في يريفان لاستعادة النظام وإنفاذ الحظر على التجمعات والمظاهرات في 26 سبتمبر. وأعلن ساركسيان ووزير الأمن الوطني سيرج سركسيان أن وكالتيهما منعتا محاولة الانقلاب.

### انقسام القيادة واستقالة تير بتروسيان
في عام 1997، ضغطت مجموعة مينسك التابعة لمنظمة الأمن والتعاون في أوروبا، التي ترأسها روسيا والولايات المتحدة وفرنسا على أرمينيا وأذربيجان للاتفاق على الوضع النهائي لنابورنو كاراباخ. في سبتمبر، صرح تير-بيتروسيان بدعمه للاقتراح «خطوة بخطوة»، والذي تضمن عودة المناطق خارج حدود NKAO. جادل تير بتروسيان بتطبيع العلاقات مع أذربيجان، وبالتالي فإن فتح الحدود مع تركيا كان السبيل الوحيد لتحسين الاقتصاد في أرمينيا بشكل كبير.بعد الإعلان عن الخطة، جاء ضد معارضة قوية. كانت القضية «مهمة للأرمن بسبب العوامل التاريخية والنفسية. بعد أن فقدت الأراضي لقرون، فإن الأرمن يترددون في» خسارة «كاراباخ الآن بعد أن فازوا في حرب ضد أذربيجان». فيشن شيتريان، «من خلال الدعوة إلى تنازلات كبيرة في كاراباخ، كان تير-بتروسيان يعادي القوى الأخيرة التي دعمت حكمه، الجيش ونخبة كاراباخ، في وقت كانت شعبيته داخل المجتمع الأرمني في أدنى مستوياته».
كما أعربت قيادة حزب ناغورنو كاراباخ والمفكرين الأرمن والشتات عن معارضتهم لدعم الرئيس لخطة التسوية المقترحة. أصبح فازجين سركسيان الذي شجب الاقتراح بسرعة، الزعيم الفعلي للمجموعة المعارضة داخل الحكومة. وانضم إليه اثنين من الأرمن كاراباخ في الحكومة: رئيس الوزراء كوشاريان والداخلية ووزير الأمن الوطني سيرج سركسيان. وقد تمت الإشارة إلى هؤلاء السياسيين الثلاثة بأنهم «متشددون» في وسائل الإعلام الغربية لموقفهم القومي المتصور. وجادلوا بأن «أرمينيا يجب أن تحاول تحسين أدائها الاقتصادي»، في حين أصر تير-بيتروسيان على أن أرمينيا «لا يمكنها أن تحقق إلا تحسينات هامشية غير كافية لمعالجة الخوف من التراجع النسبي والاستبعاد الاقتصادي». كان فازجين سركسيان شخصية قيادية، دعت إلى صفقة «حازمة»، «تنطوي على اتفاق إطاري واحد بشأن جميع القضايا المثيرة للجدل». في 21 أكتوبر 1997، ترك عشرة أعضاء من كتلة الجمهورية في البرلمان الفصيل وحوّل دعمهم إلى فازجين سركسيان. تركت كتلة تي بتروسيان في البرلمان بغالبية مقعدين. على الرغم من المعارضة العامة والسياسية الكبيرة، صوتت الحركة القومية الأرمينية لصالح سياسة تيتر- بيتروسيان الخارجية.

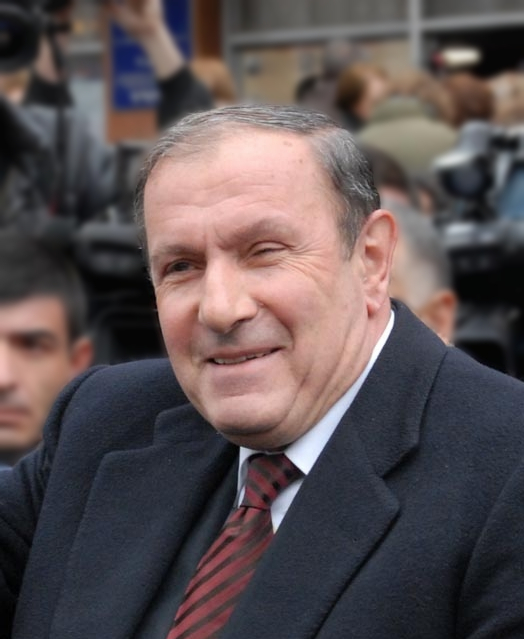
أجبر فاسجين سركيسيان وغيره من "المتشددين" الرئيس ليفون تير-بيتروسيان على الاستقالة في عام 1998.

خلال اجتماع مجلس الأمن القومي في الفترة من 7 إلى 8 يناير 1998، أصبح من الواضح أن تير-بيتروسيان لم يكن لديه ما يكفي من الدعم لمواصلة حكمه كرئيس. في 23 يناير 1998، خلال ذروة الأزمة، أعلن فازين سركيسيان دعمه غير المشروط لروبرت كوشاريان،وألقى باللوم على الحركة الوطنية الأرمينية في محاولة لزعزعة استقرار أرمينيا. كما ضمن فازجين أن الجيش الأرمني «لن يتدخل في النضال السياسي».
أعلن تير بتروسيان استقالته في 3 فبراير 1998. وفقاً لمايكل كروسان، لعب فازجن سركسيان الدور الأساسي في استقالة الرئيس.في بيان استقالته، أشار تير-بيتروسيان إلى فازجن سركسيان، وروبرت كوشاريان وسيرج سركسيان بأنه «البئر، هيئة معروفة من السلطة». واستشهد بخطر زعزعة استقرار البلاد بسبب استقالته. تبعت استقالة تير - بيتروسيان استقالة رئيس الجمعية الوطنية بابكين اراركيسيان ونائبيه عمدة يريفان فانو سيراديغيان، ووزير الشؤون الخارجية الكسندر ارزومانيان وغيرهم. حدث تغيير كبير في الجمعية الوطنية. انضم عشرات من أعضاء الكتلة البرلمانية المسماة الكتلة الجمهورية (التي تتألف في معظمها من الحركة القومية الأرمنية لتيتروسيان) إلى كتلة يرقابا في فازجين سركسيان، مما جعلها أكبر كتلة برلمانية، حيث بلغ عدد أعضائها 69 عضواً مقارنة بـ 56 عضواً فقط للجمهورية.
بعد استقالة تير-بيتروسيان، أصبح رئيس الوزراء كوتشاريان رئيسًا بالإنابة.وفي 5 شباط / فبراير 1998، نفى فازجين مزاعم الانقلاب وقال إن استقالة تير - بيتروسيان «كانت حزينة إلى حد ما ولكنها طبيعية». وزعم أن تحرك الرئيس فاجأه وأنه «كان يسعى للحصول على أرضية مشتركة مع الرئيس خلال الأشهر الثلاثة الماضية». وأضاف: «الخطوة الوحيدة التي حققتها في قضية كاراباخ كانت اقتراح تجميد الوضع». بعد مرور ما يقرب من عام على استقالة تير بيروسيان، صرح فازجين سركسيان في مؤتمر الحزب الجمهوري أنه «يحترم ويقدر». وصفه تير-بيتروسيان بأنه «رجل حكيم وأخلاقي وسياسي». أصر سركسيان على أن مسألة «المسؤولية السياسية» كانت السبب الرئيسي وراء استقالته.

### انتخابات عام 1998 (الرئيس كوشاريان)

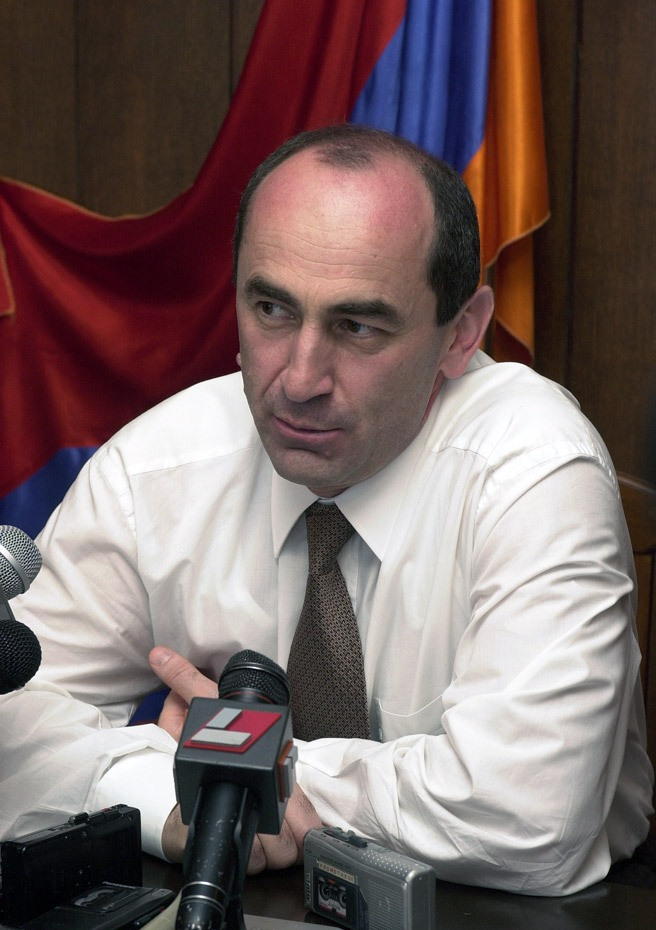
بدعم من فازجين سركسيان تم انتخاب رئيس الوزراء روبرت كوشاريان رئيساً في عام 1998.

دعم فازجين (جنباً إلى جنب مع وزير الداخلية سيرج ساركسيان) علناً واستخدم نفوذه لانتخابه في مارس. ووصف كوشاريان بأنه «رجل وحدة الكلمة والفعل»، وذكر أن تجربته في كاراباخ وأرمينيا «تظهر أنه قادر على حل المشاكل الاقتصادية أيضاً». كان كشمير ديميرشيان زعيم أرمينيا السوفييتية، المنافس الرئيسي لكوتشاريا. من عام 1974 إلى عام 1988. وأشاد سركسيان بكوشاريان لكونه جزءًا من «كفاح الشعب الأرمني» وانتقد ديميرشيان لعدم مشاركته في ذلك.
لم يحصل أي مرشح على أكثر من نصف الأصوات في الجولة الأولى، بينما في الجولة الثانية من الانتخابات التي أجريت في 30 مارس، فاز كوتشاريان بنسبة 58.9٪ من الأصوات. تشير مجموعة هلسنكي لحقوق الإنسان البريطانية إلى أن «الأرمن العاديين تحولوا إلى روبرت كوشاريان كشخص غير ملوث بصلات المافيا ومؤامرات سياسة يريفان».وصفت بعثة المراقبة التابعة لمنظمة الأمن والتعاون في أوروبا الجولة الأولى بأنها «معيبة للغاية»، وذكر تقريرهم النهائي أن البعثة وجدت «عيوباً خطيرة» وأن الانتخابات لم تستوف معايير منظمة الأمن والتعاون في أوروبا. على الرّغم من أن ديميراشيان لم يعارض بشكل رسمي نتائج الانتخابات، إلا أنه لم يقبلها قط ولم يهنئ كوشاريان. ولكن بعد الانتخابات، اقترح سركسيان أن يعين كوتشاريان ديميراشيان رئيس الوزراء لتقليل التوترات في المشهد السياسي.
حتى بعد أن أصبح رئيسًا، لم يكن لدى كوشاريان أي دعم مؤسسي مهم (على سبيل المثال حزب، وسيطرة على الجيش، ومصدرًا للأموال) وظل «من وجهة نظر أساسية من الخارج في يريفان».واجه كوشاريان صعوبات على قضية مستوطنة كاراباخ من تير-بيتروسيان.كما حث المجتمع الدولي على الاعتراف بالإبادة الجماعية للأرمن، وهو أمر لم يلق عليه سلفه أهمية (). ورداً على ذلك، شددت تركيا وأذربيجان تعاونهما في عزل أرمينيا عن المشاريع الإقليمية (). ولم يمارس كوشاريان ضغوطاً على قيادة ناغورنو كاراباخ للتنازل عن أراضينا. كان مدعوما من قبل الاتحاد الثوري الأرمني، الذي سمح له بالعمل بنشاط بعد استقالة تي بيتروسيان قبل شهر من الانتخابات.

## صعود في السلطة
بحلول عام 1998، أصبح فازجين سركسيان «السلطة المختفية وراء العرش» حيث كان فصيل يرقراع - المكون من قدامى المحاربين الموالين له - هو أكبر فصيل في البرلمان الأرمني  بعد استقالة تير - بيتروسيان في فبراير 1998. تم دمج يرقراع مع الحزب الجمهوري لأرمينيا - وهو حزب صغير ذي أيديولوجية شبيهة بحزب يرقراع  في صيف عام 1998، أخذ اسم الحزب ووضعه القانوني. على الرغم من أن سركسيان لم يكن رئيسًا للحزب الجمهوري، فقد كان يعتبر زعيمه غير الرسمي.
تدهورت العلاقات بين فازجين وكوشريان بعد الانتخابات الرئاسية حيث أن فازجين كان «يلقي حول شركاء غير متصلين أو معارضين للرئيس.»في غضون عدة أشهر وقعت ثلاث اغتيالات من كبار المسؤولين التي نشرت شائعات في أرمينيا أن العلاقات بين فازجين وكوتشاريان كانت «غير طبيعية». في أغسطس / آب 1998، قُتل النائب العام الأرميني هنريك خاتشاريان وهو صديق مقرب لكوشاريان في مكتبه «في ظروف غامضة». في ديسمبر 1998، نائب وزير قتل الدفاع فهرام خورخوروني «لدوافع غامضة بنفس القدر». بينما في فبراير 1999 قتل نائب وزير الداخلية أرتسران مارغريان. فازين سركسيان ووزير الأمن القومي والداخلية سيرج سركسيان، حليف كوتشاريان الوثيق «كان يُنظر إليهما أيضًا على أنهما على خلاف».

### التحالف مع ديمرشيان
تم الإعلان في البداية أن الحزب الجمهوري سيذهب إلى الانتخابات البرلمانية وحدها وسيطلب "أغلبية نوعية" في البرلمان، وأن هدفهم هو عدالة العملية الانتخابية. ومن المثير للدهشة بالنسبة للكثيرين، في 30 آذار / مارس 1999، فازجين سركيسيان والرابح الثاني في الانتخابات الرئاسية لعام 1998، والزعيم الشيوعي السابق لأرمينيا كارين ديمرشيان، قاموا بإصدار إعلان مشترك بأنهم يشكلون تحالفاً بين حزب الشعب لأرمينيا والحزب الجمهوري. أصبح يعرف باسم كتلة الوحدة («Միասնություն» դաշինք)، وغالباً ما يشار إليها باسم Miasnutyun. زعم فازجين سركسيان أن التكتل كان تحالفاً "حقيقياً" وأن الحزبين التقيا معاً لقيادة أرمينيا "من نقطة تحول إلى تقدم". وعندما سئل عن أسباب انضمامه إلى ديمرشيان، قال فازجين هناك "وفقاً لمفوضية هلسنكي في الولايات المتحدة، استنتج سركسيان بوضوح أنه من الأفضل أن يكون ديميريشيان الشعبي حليفاً أكثر من كونه معارضاً"، وأن "في تشكيل كتلة الوحدة، تغلب سركسيان وديميرشيان على أي شيء.
الاختلافات الإيديولوجية التي قد تكون لديهم، وقالوا إنهم قد انضموا إلى القوى للتغلب على المشاكل الصعبة التي تواجهها أرمينيا مع تعزيز التسامح في الحياة السياسية للبلاد ". وفي كلمات المحلل ريتشارد جيراغوسيان، كانت الكتلة" مزيجًا غريبًا، ومع ذلك اعترف بأنه قام بشكل فعال بتهميش التهديد الانتخابي "للأحزاب الأخرى.وصفه عالم الاجتماع ليفون باغداساريان بأنه "توحيد لظاهر الأناشيد القديمة."كتبت مجموعة هلسنكي لحقوق الإنسان البريطانية عن كتلة الوحدة أنها "تهدف إلى جذب الناخبين من خلال كونها أشياء لكل الرجال".اقترح مكتب الديمقراطية وحقوق الإنسان أن "التحالف لم يتم إنشاؤه فقط لأغراض انتخابية، ولكن تم التوصل إلى اتفاق سياسي إستراتيجي مع التغلب على الاختلافات الإيديولوجية".

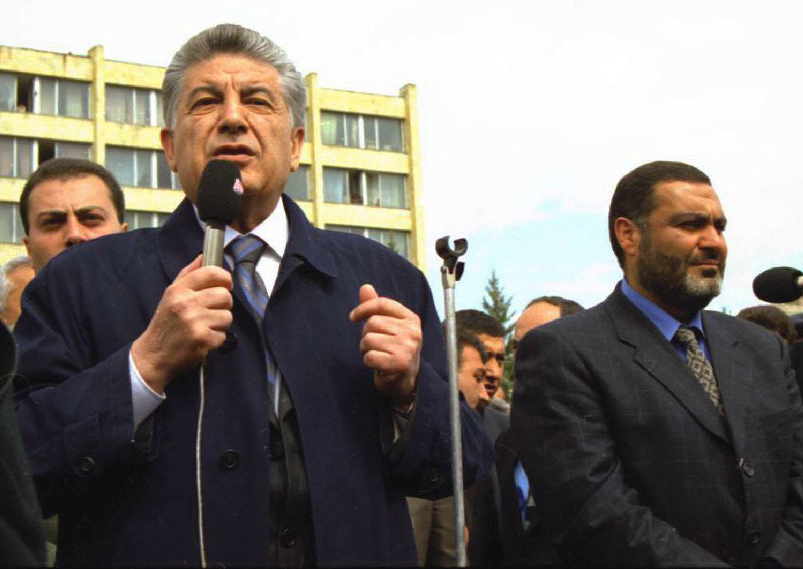
كارين ديمرشيان (يسار) وفازجين سركسيان (اليمين) خلال الحملة الانتخابية لكتلة الوحدة في مايو 1999.

### الانتخابات البرلمانية لعام 1999
خلال الحملة، تعهد سركسيان بأنه لن يدخر أي جهد للتأكد من أن الانتخابات كانت حرة ونزيهة. حيث ركز سركسيان وديميرشيان على حملتهما خاصة الاقتصاد وتحسين حياة الأرمن العاديين. قال سارغسيان إنه واثق من «أن الناس الذين كسبوا النصر في ساحة المعركة سيكسبون أيضاً النصر في الاقتصاد». وأعرب عن تفاؤله قائلاً أنهم على يقين من أنهم «سيغيرون شيئًا ما ويجدون المسار الصحيح.»  ودعا اتحاد الوحدة «بشكل عام إلى مجتمع ديمقراطي وسيادة القانون والإصلاحات الاقتصادية واقتصاد السوق، كما أن الدولة تخلق ظروفًا لأداء المؤسسات الحكومية بشكل طبيعي وضمان مستويات معيشة كريمة للجميع».طوال الحملة، كان حزب الوحدة يعتبر على نطاق واسع المرشح المفضل للانتخابات. واقترحت صحيفة هايتس أشخر المعارضة أن معظم الأحزاب السياسية الأخرى في أرمينيا تنجذب نحو القطب المقابل، حول كوشاريان وزير الأمن القومي والداخلية سيرج سركسيان، وقيادة جمهورية ناغورني كاراباخ.
جرت الانتخابات البرلمانية في 30 مايو 1999، بعد شهرين فقط من إعلان سركسيان وديميرشيان حول قرارهما تشكيل التحالف. فازت كتلة الوحدة بنسبة 41.5٪ من الأصوات الشعبية، واستحوذت على 62 مقعدًا من أصل 131 مقعدًا في الجمعية الوطنية. أنشأ التحالف أغلبية فعالة بالتعاون مع مجموعة من 25 عضوًا مستقلاً وغير رسمي رسميًا في البرلمان، متعاطفًا مع تحالف سركسيان - ديميرشيان. أظهرت العملية الانتخابية «تحسنا بشكل عام عن الانتخابات (السابقة) المعيبة، لكن ODIHR قالت إنها» ليست أساسًا مناسبًا للمقارنة ".وصف التقرير النهائي لـ ODIHR الانتخابات بأنها" خطوة نحو الامتثال لالتزامات منظمة الأمن والتعاون في أوروبا". زعم أنه إلى جانب التحسينات التي أدخلت على الإطار الانتخابي والبيئة السياسية، لا تزال هناك قضايا خطيرة.اقترح مجلس أوروبا أيضًا "تحسينًا كبيرًا«من الانتخابات السابقة، وكان تقرير المعهد الديمقراطي الوطني أكثر انتقاداً، قائلاً إنه» فشل«. للوفاء بالمعايير الدولية» وأنها أثبتت استمرار الانتخابات البرلمانية في عام 1995، واختلفت فقط في«أساليب وأنواع التلاعب».

## الوزير الأول
في مؤتمر الحزب الجمهوري في يناير 1999. صرح فازجين برغبته في البقاء في منصب وزير الدفاع. بعد أن أثارت التكهنات الانتخابية حول سركسيان رغبة في الجمع بين مواقف وزير الدفاع ورئيس الوزراء، ومع ذلك كان هذا مستحيلاً وفقاً للدستور الأرمني. في 11 يونيو 1999 أصبح رئيس وزراء أرمينيا، في حين تم انتخاب كارين ديميرشيان رئيسة مشاركة كتلة الوحدة رئيسة للجمعية الوطنية.
يشير العديد من الخبراء إلى أن سركسيان كرئيس للوزراء كان أقوى سياسي في أرمينيا، بينما يقترح آخرون أنه أصبح أقوى سياسي في أرمينيا قبل ذلك بفترة طويلة. وفقا لمارك غريغوريان، فإن "أنشطته بدأت تطغى على" كوشاريان. وعلى الرغم من ترحيب كوتشاريان الرسمي بتحالفهم، إلا أن الرئيس "ضعيف بشكل فعال"و "كان يجري تهميشه".اقترح بعض المحللين السياسيين أن تحالف سركسيان-ديمرشيان "سيؤدي في النهاية إلى استقالة كوشريان". ذكر مانوكيان أن كوشريان "سينتهي مثل" ملكة إنجلترا. " كونه وزير الدفاع، بقي فازين سركسيان الزعيم الفعلي للجيش، كحليف مقرب، وحل محله فاخارشاك هاروتيونيان.
وفقاً لـ ستيوبا سافريان، المحلل والعضو السابق في البرلمان الأرمني، على الرغم من تركته المتباينة، تحت حكم فازجين أصبحت أرمينيا مستقلة بشكل متزايد.

### السياسة الاقتصادية
في وقت رئاسة الوزراء في سركسيان، لم تتعافى أرمينيا بعد من الآثار الاقتصادية المترتبة على تفكك الاتحاد السوفييتي وأزمة الطاقة في أرمينيا خلال حرب ناغورني كاراباخ. واحدة من القضايا الرئيسية التي يواجهها سركسيان هي الهجرة من الأرمن التي بدأت في فترة تراجع النظام السوفييتي. عقد الموقع الاشتراكي العالمي على الإنترنت الدائنين الدوليين المسؤولين عن الصعوبات الاقتصادية التي تواجهها أرمينيا حيث أنهم «لم يتركوا الكثير من المناورات أمام الحكومة الأرمنية لتشكيل سياساتها بشكل أقوى وفقاً للاحتياجات الاقتصادية والاجتماعية لغالبية السكان». الأزمة المالية الروسية عام 1998 تفاقم الوضع، وأظهرت انخفاضا في التنمية البشرية.
في أول خطاب له أمام البرلمان كرئيس للوزراء في 18 يونيو، وصف سارسجيان الوضع الاقتصادي لأرمينيا بأنه «خطير». كانت إيرادات الميزانية أقل بنسبة 20٪ تقريباً مما خططت له الحكومة، بسبب انخفاض مستوى تحصيل الضرائب وارتفاع مستوى الفساد في الاقتصاد الأرمني. على الرغم من انتقاد سركسيان للخصخصة ما بعد السوفييتية من قبل حكومة تير-بيتروسيان، إلا أنه اعترف بأن أرمينيا ليس لديها بديل، وأن حكومته لديها قدراً هائلاً من العمل للقيام به. في خطابه في 28 يوليو، وصف سركسيان الوضع الاقتصادي في أرمينيا بأنه «صعب للغاية، لكنه ليس ميؤوساً منه». ووفقاً له، فإن النصف الأول من عام 1999 شهد انخفاضاً قدره 61 مليون دولار في الإيرادات المتدفقة عما خططت له حكومة داربيني. وقال إن التهرب الضريبي لعب دوراً في عجز الميزانية.
على الرغم من انتقاد المعارضة، لا سيما الاتحاد الديمقراطي الوطني، صوتت كتلة الاتحاد لصالح (96 من 131 برلمانا) من تدابير التقشف التي اتخذتها حكومة سارغسيان في 28 أغسطس، مما سمح لأرمينيا بالحصول على قروض من البنك الدولي وصندوق النقد (صندوق النقد الدولي). وقد قام البنك الدولي وحده بإقراض ما يقرب من 0.5 مليار دولار لأرمينيا منذ عام 1992 لتمويل العجز في الميزانية.أراد مجلس وزراء فازجين لتنويع 32 مليون دولار في أموال الميزانية من أجل أن تكون قادرة على سداد الديون الداخلية. لهذا الغرض، أثيرت ضريبة الإنتاج على السجائر بنسبة 200 ٪ وعلى البنزين بنسبة 45 ٪، تصل إلى الطبقة المتوسطة بشكل خطير. وصف فازجين هذه بأنها «مؤلمة ولكن الخطوات الصحيحة» للحصول على المبلغ اللازم من المال من المقرضين الأجانب. وتعهد «بحملة أكثر صرامة على الاقتصاد وحوكمة أكثر فاعلية». دعت رئيسة الجمعية الوطنية كارين ديميرشيان إلى قيام الدولة بدور أكبر في الاقتصاد لضمان الاستقرار،بينما لم يكن الرئيس كوتشاريان في الغالب مشارك في هذه الأمور (التطورات).

### أحداث بارزة
خلال رئاسة الوزراء، ساعد سركسيان في تنظيم ثلاثة أحداث رئيسية. في 28 آب / أغسطس 1999، بدأت أول دورة للألعاب الأرمنية في يريفان. شارك أكثر من 1,400 رياضي أرمني من 23 دولة في الألعاب. أقيم الحفل الختامي في مجمع يريفان للرياضة والحفلات في 5 سبتمبر، مع حضور الرئيس روبرت كوشاريان وفازين سرغسيان. بعد الألعاب مباشرة، والتي شملت الآلاف من الشباب الأرمن في الشتات، بدأت الاستعدادات للاحتفال بالذكرى الثامنة لاستقلال أرمينيا.
في 21 سبتمبر، الذكرى السنوية لليوم في عام 1991 عندما صوت الأرمن لصالح ترك الاتحاد السوفيتي في استفتاء، أقيم عرض عسكري في ساحة الجمهورية في يريفان. كان فازجن سركسيان «أكثر الشخصيات إثارة في نظر قادة الحكومة الذين يقفون على قاعدة تم بناؤها خصيصًا.» في إحاطة قصيرة بعد العرض، صرح سركسيان بحماسة أنه «لمس كل قطعة من المعدات التي شاهدتها للتو» وتابع أنه «أراد فقط أن يثبت ذلك» للشعب الأرمني.
وخلال اليومين التاليين، المعقود يومي 22 و 23 أيلول / سبتمبر 1999، عُقد مؤتمر أرمينيا - دياسبورا في يريفان. جمع المؤتمر النخبة السياسية الأرمينية والعديد من منظمات الشتات والأحزاب السياسية والزعماء الدينيين والكتاب وأكثر من 1,200 من ممثلي المجتمعات الأرمنية من 53 دولة، وهو عدد غير مسبوق. افتتح سركسيان في اليوم الثاني من المؤتمر مع تقرير خطابه حول الوضع الاقتصادي والاجتماعي في أرمينيا. تم إغلاق المؤتمر من قبل سركسيان.

## اغتيال

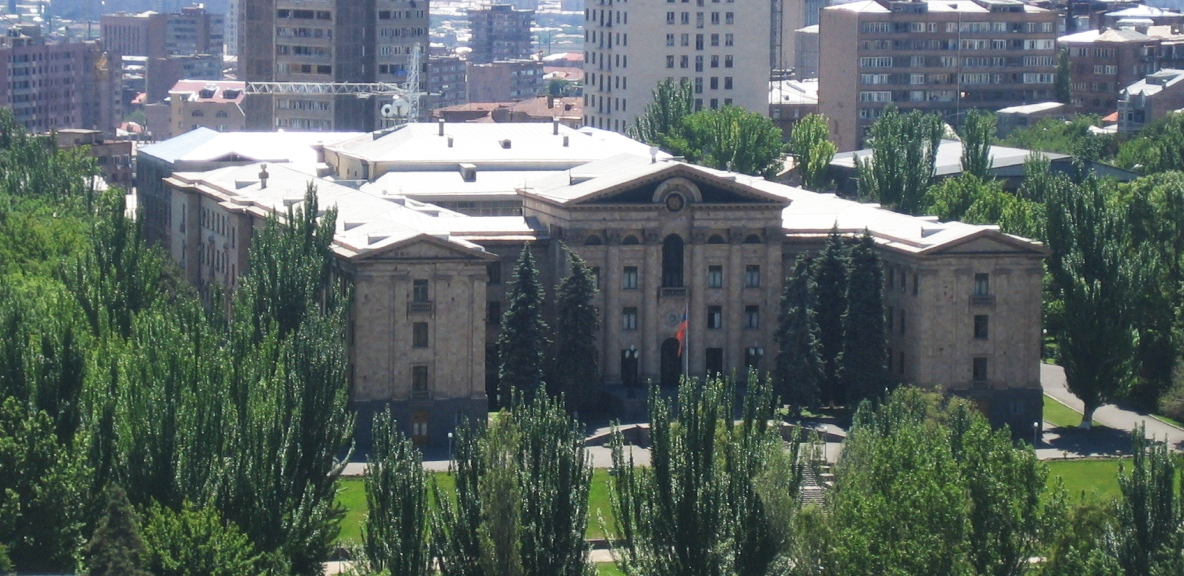
بناء الجمعية الوطنية لأرمينيا

### إطلاق النار والجنازة
في 27 أكتوبر/ تشرين الأول 1999، في حوالي الساعة 5:15 مساءً، خمسة رجال - نايري هونانيان، وشقيقه كارين، وعمه فرام واثنين آخرين - تم تسليحهم ببنادق كلاشنيكوف مخبأة تحت طبقات طويلة، اقتحم مبنى الجمعية الوطنية في يريفان، بينما كانت الحكومة تعقد جلسة أسئلة وأجوبة. قتلوا بالرصاص فاتزين سركسيان، ورئيس الجمعية الوطنية كارين ديميرشيان، ونائب رئيس الجمعية الوطنية يوري باخشيان وروبن ميرويان، ووزير الشؤون العاجلة ليونارد بيتروسيان، وأعضاء البرلمان هنريك أبراهاميان، وأرميناك أرماناكيان وميكائيل كوتانيان. جرح المسلحون ما لا يقل عن 30 شخصًا في البرلمان. ادعت المجموعة أنهم كانوا ينفذون انقلابًا. وصفوا تصرفهم بـ «الوطنية» و «الحاجة للأمة لاستعادة رشدها». وقالوا إنهم يريدون «معاقبة السلطات على ما يفعلونه بالأمة» ووصفوا الحكومة بأنها مستغربة «شرب الدم». زعموا أن أرمينيا كانت في «وضع كارثي» وأن «المسؤولين الفاسدين» لم يفعلوا أي شيء لتوفير مخرج. كان فازجين سركسيان الهدف الرئيسي للمجموعة، وقيل إن الوفيات الأخرى غير مقصودة. وفقاً للصحفيين الذين شهدوا إطلاق النار، ذهب الرجال إلى فازجين سركسيان وقالوا «كفى شرباً لدمائنا»، والذي رد عليه سركسيان بهدوء، «كل شيء يجري من أجلك ومن أجل مستقبل أطفالك». فازين ضرب سارغسيان عدة مرات. صرحت آنا إسرايليان وهي صحفية شاهدة عيان أن «الطلقات الأولى أطلقت مباشرة على فازجين سركسيان على مسافة متر واحد إلى مترين»، وبكلماتها «كان من المستحيل أن يبقى على قيد الحياة». تم إخراجها من مبنى البرلمان مساء يوم 27 أكتوبر.
مع رجال الشرطة وقوات الجيش المسلحة مع ناقلة جنود مدرعة المحيطة بالمبنى. ألقى الرئيس كوتشاريان كلمة على التلفزيون، معلناً أن الوضع تحت السيطرة. أفرج المسلحون عن الرهائن بعد مفاوضات ليلية مع الرئيس كوتشاريان واستسلموا في صباح 28 أكتوبر، بعد مواجهة استمرت 17-18 ساعة.
في 28 أكتوبر، أعلن الرئيس كوشاريان فترة حداد لمدة ثلاثة أيام. جرت مراسم جنازة رسمية لضحايا إطلاق النار في البرلمان من 30 أكتوبر إلى 31 أكتوبر 1999. تم وضع جثث الضحايا، بما في ذلك فازجين، داخل مسرح أوبرا يريفان. وحضر الجنازة عدد من كبار المسؤولين من حوالي 30 دولة، بما في ذلك رئيس الوزراء الروسي فلاديمير بوتين والرئيس الجورجي إدوارد شيفرنادزه. كاريكين الثاني، الكاثوليكوس من جميع الأرمن وأرام الأول.

### نظريات التحقيق والمؤامرة

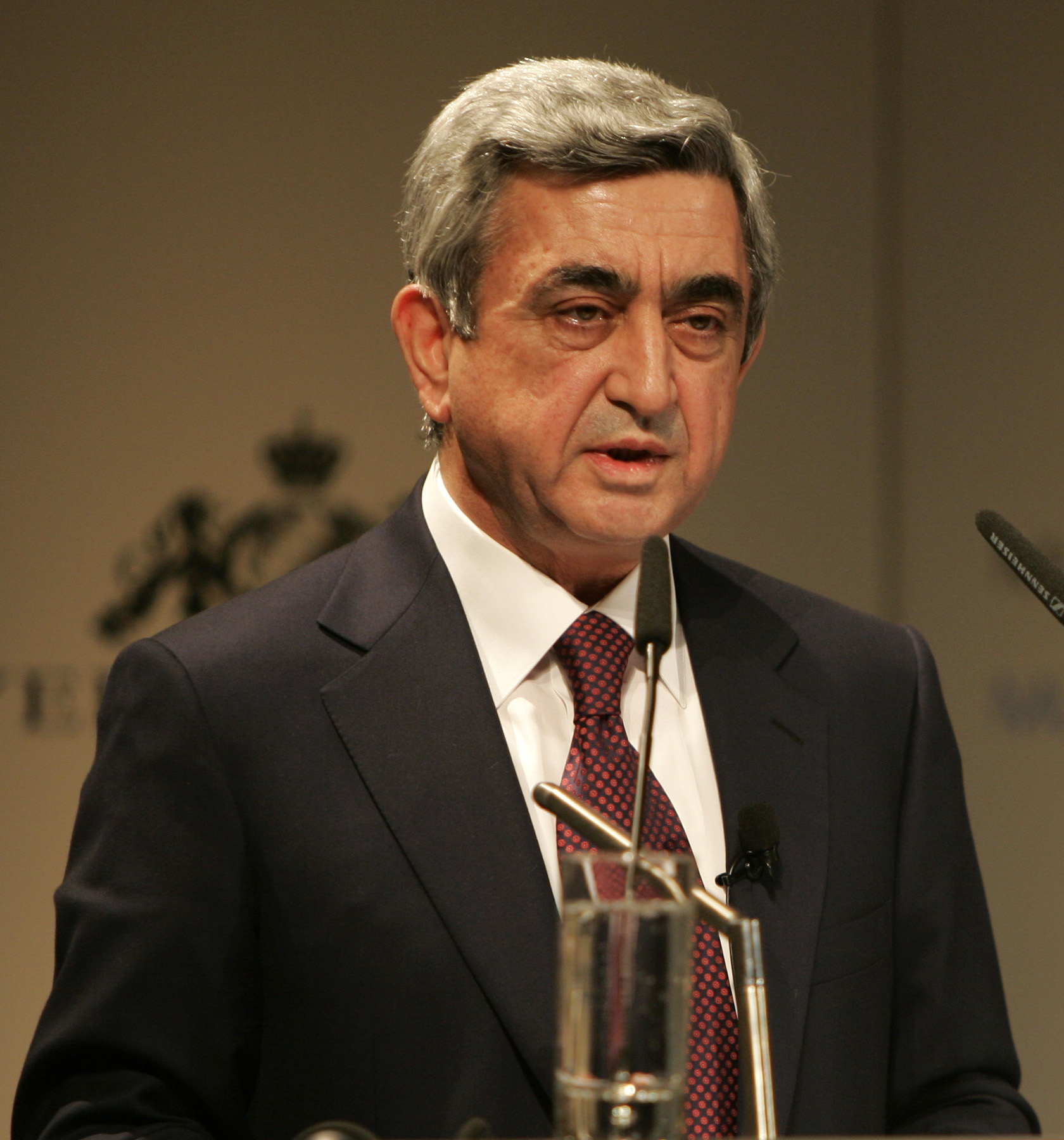
كان رئيس أرمينيا الحالي سيرج سركسيان وزير الأمن القومي في وقت إطلاق النار.

اتهم الرجال الخمسة بالإرهاب الذي يهدف إلى تقويض السلطة في 29 أكتوبر. وقاد التحقيق جاجيك جهانجيريان كبير المدعين العسكريين في أرمينيا، الذي ادعى أن فريقه كان يبحث عن العقول المدبرة لإطلاق النار حتى بعد بدء المحاكمة. وفقاً لجانجرييان، نظر فريق التحقيق في أكثر من اثنتي عشرة نظرية. بحلول يناير 2000، نظر محققو جهانجريان في اتصال كوتشاريان ودائرته بإطلاق النار على البرلمان. تم إلقاء القبض على العديد من الشخصيات المقربة من كوشاريان، بما في ذلك ألكسان هاروتيونيان نائب مستشار الرئيس، وهاروتيون هاروتيونيان نائب مدير التلفزيون العام في أرمينيا، ولكن بحلول صيف ذلك العام تم الإفراج عنهم. في النهاية، فشلت في العثور على دليل يربط كوشريان بإطلاق النار. بدأت المحاكمة في فبراير/ شباط 2001 وفي النهاية، حكم على المتهمين الخمسة الرئيسيين لإطلاق النار (نايري هونانيان، وشقيقه الأصغر كارين هونانيان، وعمه فرام غلستيان، ودرينيك إجانيان، وإدوارد غريغوريان) بالسجن مدى الحياة في 2 ديسمبر/ كانون الأول 2003.
الدوافع المحتملة وراء الهجوم ولدت عدداً من نظريات المؤامرة. صرّح ستيبان ديمرشيان ابن كارين ديمرشيان في عام 2009 بأن «السلطات لم تفعل شيئًا لمنع هذه الجريمة، وبالعكس تم القيام بكل شيء للتغطية على الجريمة». في مارس 2013، صرح أخو فازجين ساركسيان الأصغر آرام بأنه كان لديه العديد من الأسئلة لكلا الحكومتين روبرت كوشاريان وسيرج سركسيان. وزعم أن العملية القضائية في 27 أكتوبر/ تشرين الأول «قد عمقت عدم الثقة العامة في السلطات؛ لأن العديد من الأسئلة لا تزال دون إجابة اليوم». ووفقا له، فإن الكشف الكامل عن إطلاق النار «حيوي» بالنسبة لأرمينيا. في النهاية، أصر سركسيان على أنه «لم يتهم أبداً هذا أو السلطات السابقة بمسؤوليته عن 27 أكتوبر. لقد اتهمتهم بعدم الكشف الكامل عن حدث 27 أكتوبر». في مقابلة مع أبريل/نيسان 2013، أرملة كارين ديميرشيان واقترحت ريتا أن إطلاق النار أمر من خارج أرمينيا ولم يكن محاولة للانقلاب، بل كان محاولة اغتيال.
على الرغم من أن التحقيق لم يجد أي دليل كبير يربط كوشاريان مع جماعة هونانيان، إلا أنه يعتقد العديد من السياسيين والمحللين الأرمن أن الرئيس روبرت كوتشاريان ووزير الأمن الوطني سيرج سركسيان كانا وراء اغتيال فازين سركسيان وغيرهما من السياسيين البارزين. قال ألبرت بازيان في عام 2002: «لقد توصلنا إلى استنتاج مفاده أن الجريمة كانت تهدف إلى جعل سلطة روبرت كوتشاريان غير محدودة وغير خاضعة للرقابة. وبإزالة كارين ديميرشيان وفازين سركسيان، أراد منظموها خلق شروط مسبقة لانتصار كوشاريان في الانتخابات الرئاسية المقبلة.» اتهم تير - بيتروسيان كوشاريان وسيرج سركسيان وبنظامهم«الأوليغارشية الجنائية» بأنهم الجناة الحقيقيون لإطلاق النار في البرلمان. كان نايري هونانيان قائد المجموعة المسلحة، عضوًا في الاتحاد الثوري الأرميني (ARF-حزب الطاشناق، حزب الطاشناق). وفقاً لحزب الطاشناق، تم طرد هونانيان من الحزب في عام 1992 لسوء السلوك  ولم يكن في أي ارتباط مع المنتدى الإقليمي للاسيان منذ ذلك الحين. بعض التكهنات قد تم حول تورط ARF في إطلاق النار. في عام 2000، ذكر أشوت مانوشاريان أنه قلق من أن «يتصرف عدد من قادة حزب الطاشناق لمصلحة السياسة الخارجية الأمريكية».

### ادعاءات التدخل الأجنبي
اقترح بعض المحللين أن القوى الأجنبية بما في ذلك روسيا أنه ربما كان وراء إطلاق النار تدخل أجنبي. وأشاروا إلى حقيقة أن أذربيجان وأرمينيا كانتا قريبتين في التوقيع على نوع من الاتفاق في قمة اسطنبول 1999 لمنظمة الأمن والتعاون في أوروبا حول كاراباخ، وهو أمر ليس في مصلحة روسيا.
اتهم نائب المخابرات الروسية ألكساندر ليتفينينكو مديرية المخابرات العامة التابعة لهيئة الأركان العامة للقوات المسلحة في الاتحاد الروسي بأنها نظمت إطلاق نار البرلمان الأرمني، ظاهرياً لإخراج عملية السلام عن مسارها، والتي كان من شأنها حل نزاع مرتفعات قرة باغ، لكنه لم يقدم أي دليل لدعم هذا الاتهام. نفى المسؤولون الروس والأرمن هذه المزاعم.
أجرى اللاجئ السياسي الأرمني في فرنسا وكاهن الرسولي السابق أرتسروني أفيتيسيسان (المعروف أيضاً باسمه الديني تير جيروغور) مقابلة مع شبكة الإعلام الأرمنية ألبلس، التي ادعى فيها أن المخابرات الروسية كانت وراء إطلاق النار في 27 أكتوبر / تشرين الأول 1999. وادعى أيضاً أن إطلاق النار قد ارتكبه اللفتنانت جنرال فاهان شيركهانيان، نائب وزير الدفاع من عام 1992 إلى عام 1999، ووزير الأمن الوطني سيرج سركسيان. وأصر على أن إطلاق النار كان بمساعدة من المخابرات الروسية من أجل جلب «العشيرة الإجرامية البلشفية الجديدة» من سيرج سركسيان وروبرت كوشاريان إلى السلطة.
اقترح آخرون أنه من مصلحة الغرب إزالة سركسيان وديميرشيان من المشهد السياسي حيث كانت تربطهما علاقات وثيقة بروسيا. وقد صرح آشوت مانوشاريان، أحد الأعضاء البارزين في لجنة كاراباخ، ووزير الشؤون الداخلية السابق ومستشار الأمن القومي في تير - بيتروسيان وحليفه المقرب حتى عام 1993، في تشرين الأول / أكتوبر 2000، بأن مسؤولين أرمن كانوا قد حذرهم بلد أجنبي من إطلاق النار. كما أعلن أن «الخدمات الخاصة الغربية» شاركت في أحداث 27 أكتوبر. في كلمات مانوشاريان، «تعمل الخدمات الخاصة للولايات المتحدة وفرنسا لتدمير أرمينيا، وفي هذا السياق من المرجح أن تشارك في تحقيق الأعمال الإرهابية في أرمينيا». زعم مانوشاريان أن إطلاق النار كان خطط من قبل كوتشاريان للتخلص من منافسيه الرئيسيين (سركسيان وديمرشيان)، الذين كانوا ضد خطة Goble، التي تنطوي على تنازلات إقليمية لأذربيجان.

### الآثار اللاحقة
بعد إطلاق النار، استقال وزراء الداخلية والأمن الوطني سوران أبراهاميان وسيرج سركسيان نتيجة لضغوط من وزارة الدفاع، بقيادة حليف سركسيان فغارشاك هاروتيونيان في ذلك الوقت. من أوائل حزيران/يونيو إلى أواخر تشرين الأول/أكتوبر 1999، استند النظام السياسي في أرمينيا إلى تكتل ديمِرشيان - سركسيان، الذي كان يسيطر على الفروع العسكرية والتشريعية والتنفيذية. تسببت الاغتيالات في تعطيل التوازن السياسي في البلاد وتترك الساحة السياسية في أرمينيا في حالة من الفوضى لعدة أشهر.«القيادة الثنائية الفعلية» لسركسيان وديميرشيان نقلت إلى الرئيس روبرت كوشاريان.ويزعم جيمس هيوز أن ما يسمى ب «عشيرة قرة باغ» (أي روبرت كوشاريان وسيرج سركسيان) «خضعوا للفحص» من قبل فزجن سركسيان و «جهازه العسكري-الأمني»، بينما بعد إطلاق النار في البرلمان، المجموعة المؤثرة الوحيدة القادرة على الاستحواذ بنجاح على المشهد السياسي في أرمينيا. منذ اغتيال قادة كتلة الوحدة، خسر الطرفان في الحلف (الحزب الجمهوري لأرمينيا وحزب الشعب لأرمينيا) تدريجياً، وفي أواخر عام 2000، انهارت كتلة الوحدة. فقدت يرقراع والحزب الجمهوري وحزب الشعب نفوذهم بفعالية بحلول عام 2001.

## الحياة الشخصية والأخوة
لم يتزوج فازجين. وفقاً لرازمك مارتروسيان وهو صديق ووزير الضمان الاجتماعي في الفترة من 1999 إلى 2003، وعد سركسيان في ديسمبر 1987 أنه سيتزوج قبل 8 مارس من العام المقبل. بدأت حركة كاراباخ في فبراير 1988 وزعم مارتروسيان أن الحركة الشعبية «فعلت ما فعلت». في مقابلة عام 1997، كشف سركسيان أن الشخصية العسكرية المفضلة لديه هي شارل ديجول. عندما سُئل عن نوع أرمينيا الذي يرغب في رؤيته خلال خمس سنوات، قال «إنه بلد مستقل ذاتي الاكتفاء يتميز بثقافة قوية ومدرسة وجيش».

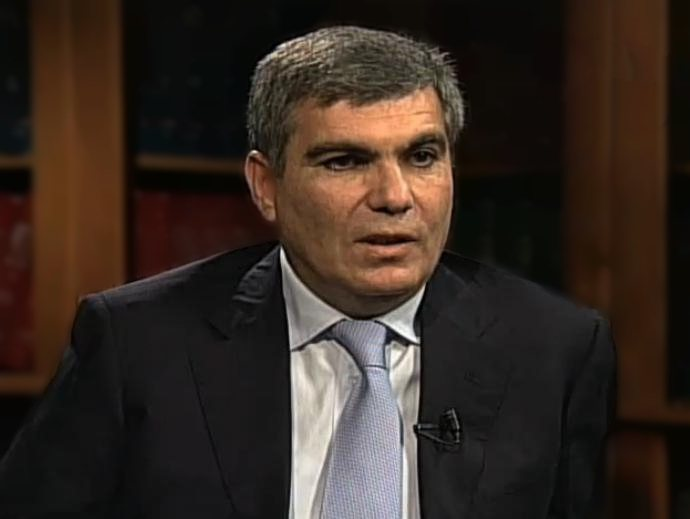
آرام سركسيان، شقيق فازين سركيسيان

كان لدى سركسيان أخوان أصغر سناً، وهما أرام وأرمن. تم تعيين آرام رئيسًا للوزراء من قبل الرئيس كوشاريان في 3 نوفمبر 1999، بعد أسبوع من وفاة فازين سركسيان كـ «لفتة سياسية». اعترف بأن أرمينيا «ليس لديها أي مفهوم لأمن الدولة» وأن هذه الحقيقة أدت لاغتيال أخيه. خدم أرام سركسيان في منصب رئيس الوزراء لمدة ستة أشهر فقط. تم فصله من قبل كوشاريان في 2 مايو 2000، بسبب «عدم القدرة على العمل» مع حكومة سركسيان. في بيانه التلفزيوني، ادعى كوشاريان أنه عوض آرام سركسيان لإنهاء «الفوضى» في القيادة الأرمنية. ألقي كوشاريان باللوم عليه بسبب مشاركته في «الألعاب السياسية».
أسس آرام سركسيان حزب الجمهورية (Hanrapetutyun) في أبريل 2001، إلى جانب العديد من أعضاء يرقراع المؤثرين، مثل عمدة يريفان السابق ألبرت بازيان ووزير الدفاع السابق فاجارشاك هاروتيونيان. ذكر مؤسسها بازيان أن الحزب هو «حامل للتراث السياسي من فازجين وسيحاول تحقيق البرامج التي أجهضتها 27 أكتوبر الجريمة وعواقبها». دعم الحزب ستيبان ديمرشيان ضد كوشؤيان في 2003 وليفون تير بيتروسيان ضد سيرج سركسيان في الانتخابات الرئاسية لعام 2008. في مقابلة عام 2013، تحدث أرام سركسيان عن السنوات ال 14 الماضية بعد وفاة شقيقه:
| « | إذا كانت الأمور قد تمت كما أراد فازجين، لن أكون في المعارضة وسأفعل كل ما بوسعي لجعل أحلامه تتحقق. اليوم، أنا أقاتل من أجل تحقيق أمنياته. كانت رغباته بسيطة للغاية. أراد أن يرى أرمينيا قوية. كان فازجن متفائلاً، ونشر الأمل والصدق والتفاني والحب للوطن. الرئيس بعد فازجين فعل العكس. رأى فقط المادية والأنانية في الناس وتشجيع تلك القيم التي بقيت في السلطة، وبالتالي تلويث البلاد. | » |

شقيق فازجين سركسيان الآخر أرمن، دعم سيرج سركسيان في انتخابات عام 2013 الرئاسية. في يوم 5 مارس 2013، سئل آرام سركسيان عن موقفه السياسي الذي أجاب عليه: "أود أن أطلب من فزغن هذا السؤال. لا أعرف ما الذي كان سيجيب عليه. لا أعرف إجابات فزغن". للأسف القليل من الأسئلة لسوء الحظ، أصدقاءنا وأقاربنا ليسوا دائماً بالطريقة التي نريدهم أن يكونوا بها، أنا لست أول شخص، تاريخ العالم مليء بمثل هذه الأمثلة بدءًا من الكتاب المقدس ".

## الميراث والجزية

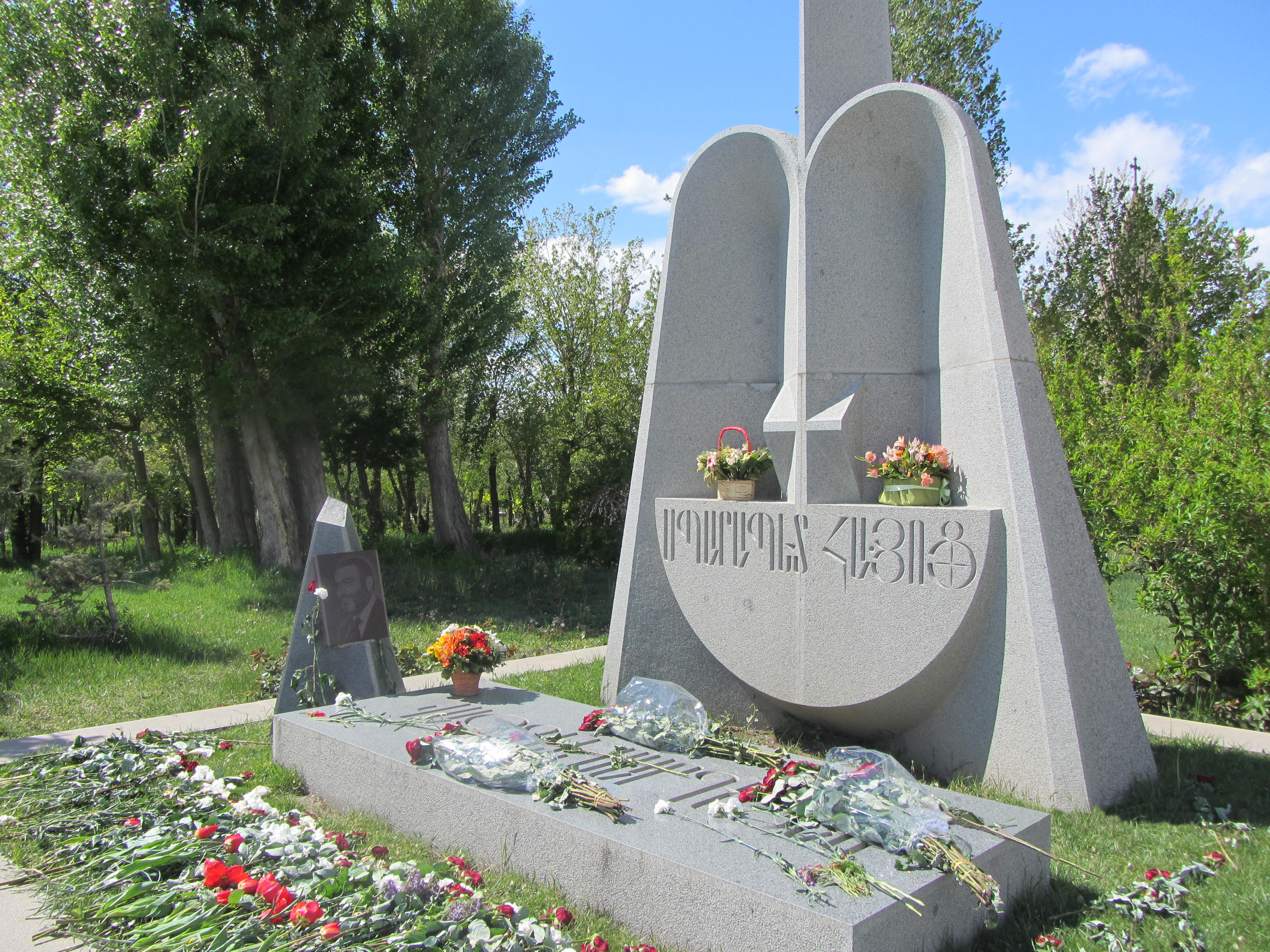
نصب فازجين سركسيان التذكاري في يربلور

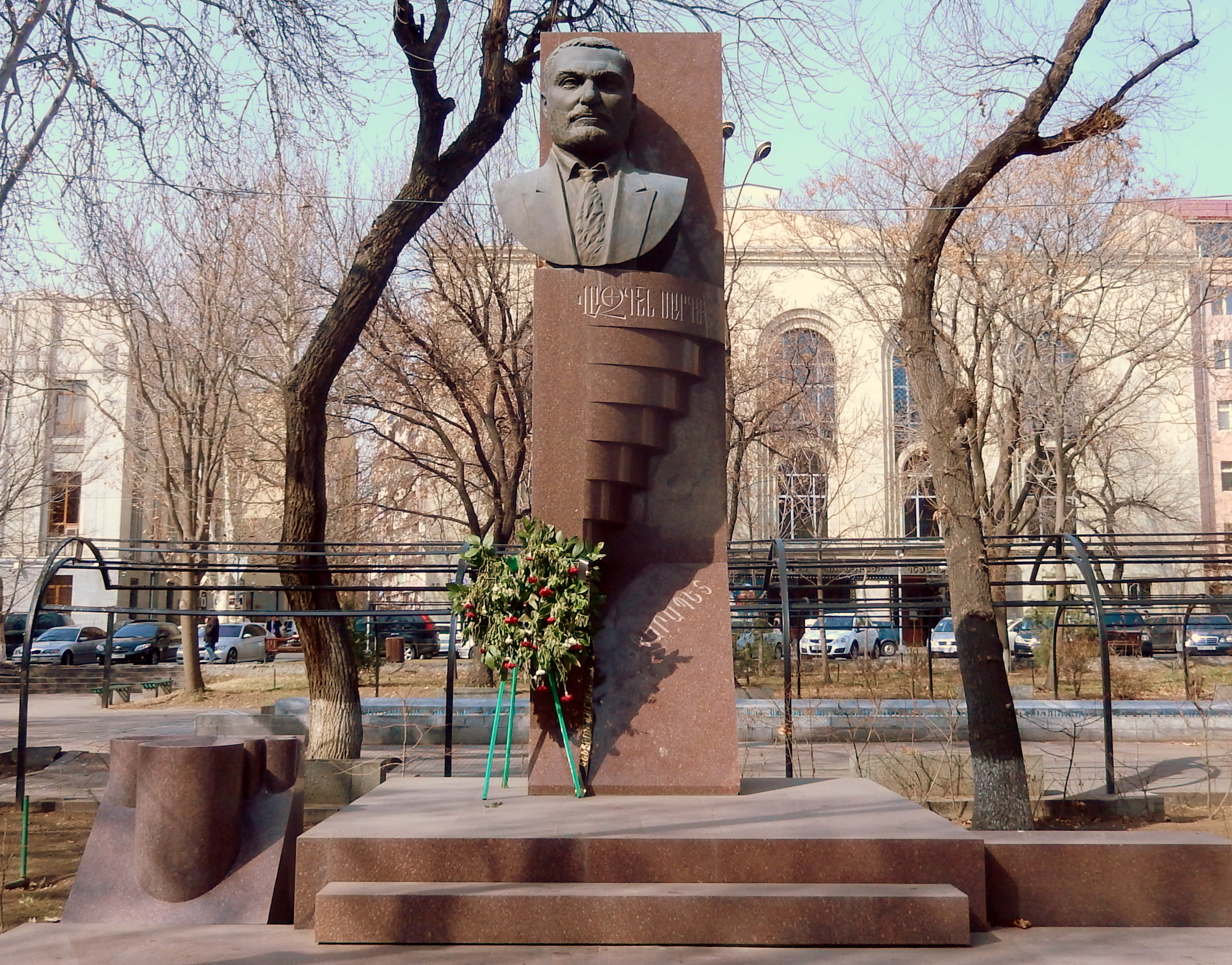
تمثال سركسيان في يريفان

فاز فازجين سركسيان بلقب بطل أرتساخ، وهو أعلى جائزة من جمهورية ناغورني كاراباخ في عام 1998. في 27 ديسمبر/كانون الأول 1999، بعد شهرين من إطلاق النار على البرلمان، تم إعطاء فازجين بعد وفاته لقب بطل أرمينيا الوطني. من المعترف به على نطاق واسع كمؤسس الجيش الأرمني.
صدر مرسوم رئاسي في 28 ديسمبر 1999، أعيد تسمية أكاديمية يريفان العسكرية إلى جامعة فازجين سركسيان العسكرية تكريماً له. تم تسمية ملعب فازكين سركيسيان الجمهوري في يريفان على اسم فازجين سركسيان بنفس المرسوم. سميت العديد من الشوارع في أرمينيا وكاراباخ، بما في ذلك واحدة في مقاطعة كينترون وفي خانكندي، ومنتزه في كابان  باسم سركسيان. أقيمت التماثيل على شرفه في يريفان (2007)،آرارات (2009)،وانادزورشوشا ومواقع أخرى. في عام 2000، أعلن يوم 27 أكتوبر يوما تذكارياً من قبل الحكومة الأرمنية. في عام 2002، أنشأت وزارة الدفاع الأرمنية ميدالية فازجين سركسيان، والتي تمنح «الخدمات الجديرة بالتعليم العسكري والتحسينات في خدمة الحياة».

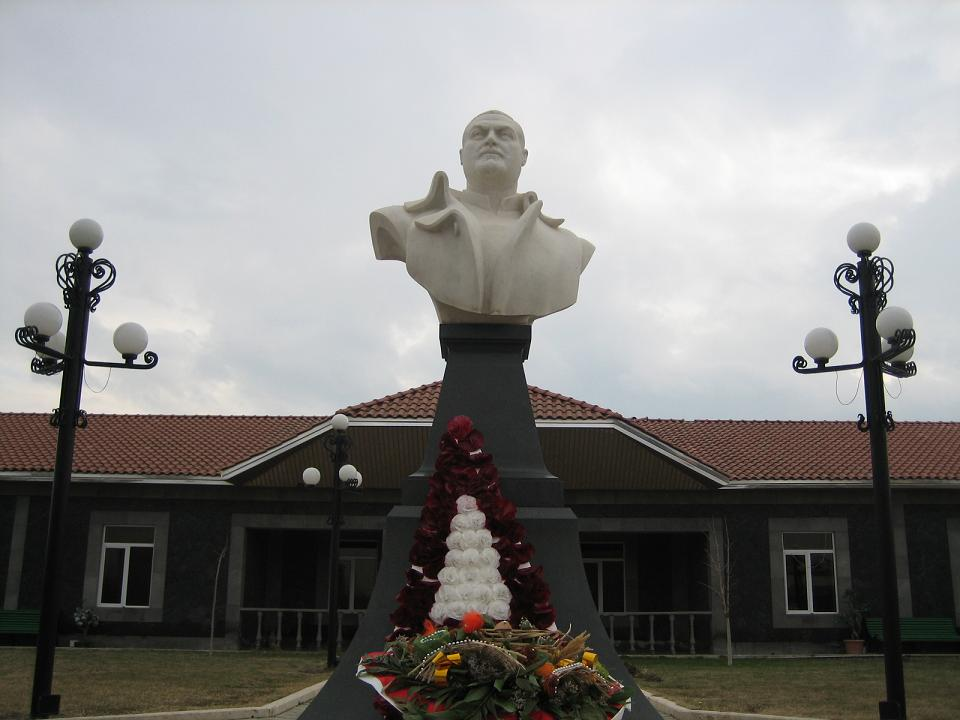
متحف سركسيان في أرارات

كل عام، في 5 مارس (عيد ميلاده) و 27 أكتوبر (يوم اغتياله)، تم الاحتفال بسركسيان في أرمينيا وناغورنو كاراباخ. رفاقه من اتحاد يرقراع للمتطوعين، من كبار المسؤولين في الدولة والعديد غيرهم يزورون مقبرة يربلوار، حيث تم دفن سركسيان بجانب العديد من الشخصيات العسكرية الأرمينية.
افتتح متحف فازجين سركسيان في مسقط رأسه في أرارات في 5 مارس 2001 بقرار من الحكومة الأرمنية. شارك في حفل افتتاح المتحف رئيس الوزراء أندرانيك مارغريان، ورئيس الجمعية الوطنية أرمين خاتشاريان، ووزير الدفاع سيرج سركسيان، وغيرهم من كبار الممثلين العسكريين والدبلوماسيين، مثل وزير الدفاع الروسي السابق بافل غراتشيف، الذي كشف النقاب عنه في حفل سركسيان.
يشار إلى فازجين في كثير من الأحيان باسم سبارابت، وهو الرتبة العسكرية التي كانت موجودة من وقت مملكة أرمينيا القديمة. نُقشت عبارة "Սպարապետ Հայոց" Sparapet Hayots (التي تعني حرفياً «قائد الأرمن») على نصب سركسيان التذكاري في مقبرة يربلور.

### الصورة العامة والاعتراف بها
في أرمينيا، ناغورنو كاراباخ في الشتات الأرمني، ومن المسلم بهفازجين سركسيان كبطل قومي. وكشفت عدة استطلاعات أجرتها مؤسسة غالوب، والمعهد الجمهوري الدولي، وجمعية علم الاجتماع الأرمنية في الفترة من 2006 إلى 2008، أن فزجين ساركسيان تصدر قائمة الأبطال الوطنيين في الإدراك العام، حيث أعطى 15٪ إلى 20٪ من المستجيبين اسمه. ترك خلف القائدَين العسكريَين البارزينَ في أوائل القرن العشرين أندرانيك وغارغين نجده. يعتبر سركسيان على نطاق واسع قائداً جذاباً. كان يُنظر إليه عمومًا على أنه رجل ذو «قوة هائلة وجاذبية»، يُعرف بـ «الوحشية، والمزاج، والموقف غير المكترث تجاه القانون».
تم الاعتراف بمساهماته من قبل زملائه ورفاقه. في عام 1997، صرح الرئيس تير-بيتروسيان أن سركسيان هو شخص يستحق لقب بطل أرمينيا الوطني. وأضاف: "إذا كان جميع أعضاء حكومتنا يعملون بضمير ونكران الذات مثل فازجين سركسيان، فإننا نعيش في حالة مثالية." قال الرئيس الثاني لأرمينيا روبرت كوتشاريان في كلمته خلال جنازة سركسيان، "سيوفر التاريخ تقييمه لفازجين سركسيان كسياسي كان يقف عند ولادة الدولة الأرمينية، ودوره في إنشاء الجيش الوطني هو أبعد من التقييم، وبمساهته والتزامه، قدم فازجين سركسيان مساهمة هائلة في إقامة دولة قوية. في عام 2007، وفي كلمة ألقاها بمناسبة الذكرى الخامسة عشرة للقوات المسلحة الأرمينية، أشار وزير الدفاع سيرج سركسيان (والرئيس الحالي) إلى أنه "كان جنديًا شجاعًا مكرسًا لقضية دولتنا، والذي تبجل قوة أرمينيا وقوة الجندي الأرمني، والذي كان لديه اعتقاد قوي في نجاحنا في المستقبل ".

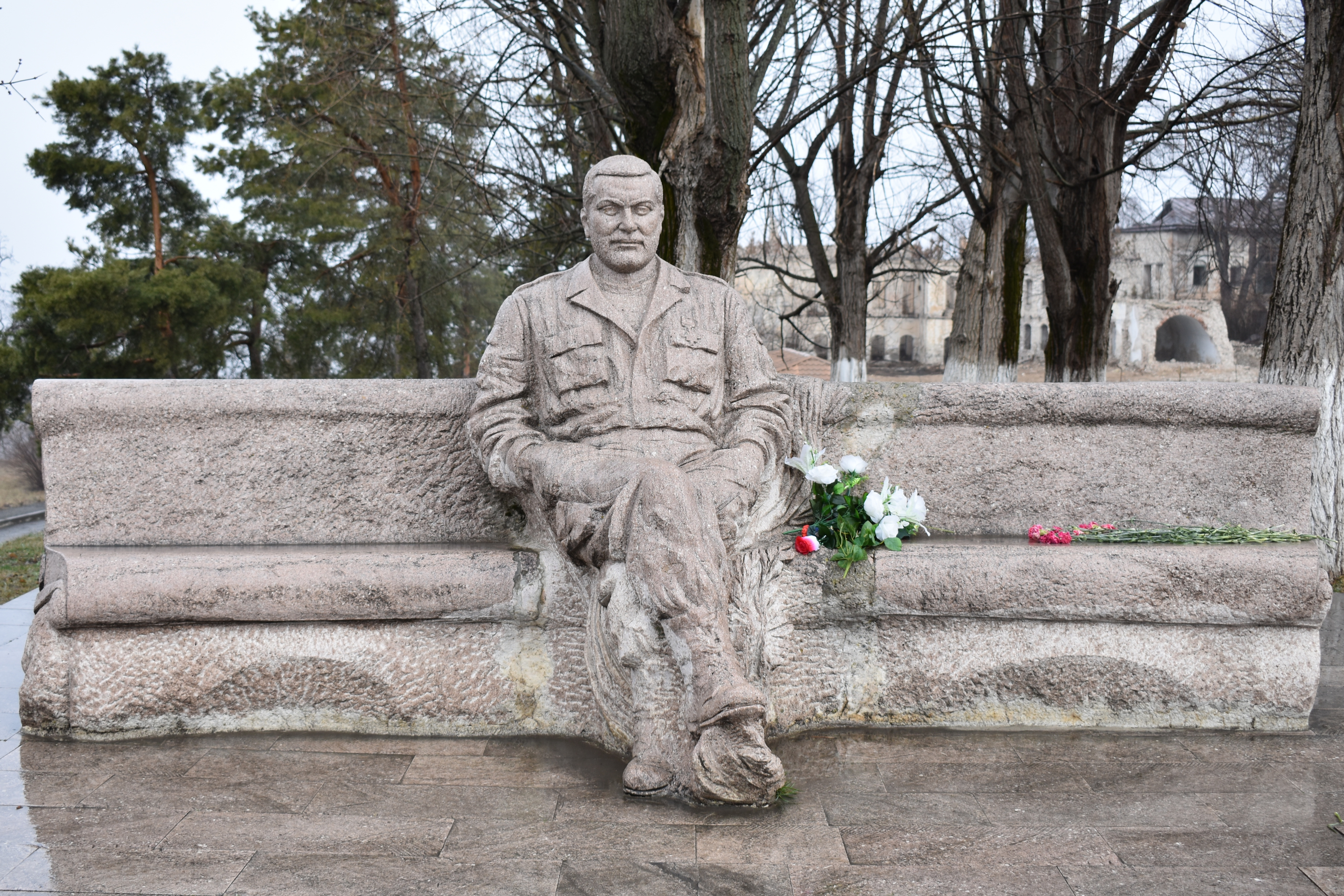
تمثال سركسيان في شوشا.

اعترف مانفيل غريغوريان، زعيم اتحاد يرقرا للمتطوعين، بمساهمات سركسيان، مشيراً إلى أن سركسيان «كان فرداً قوياً ولم يكن شعره عظيما خلال الحرب فحسب، بل خلال سنوات بناء الدولة بعد الحرب». وفقا ل جريجوريان «كان وجوده كافياً للقادة الاجانب ليصبحوا يقظين». كتب الدكتور آرا سانجيان، مدير الدراسات الأرمنية في جامعة هايكازيان، بعد وقت قصير من اغتيال سركسيان:
| « | سيتذكر التاريخ بحق فازجين سركسيان مؤسس القوات المسلحة الأرمنية الحديثة وأحد كبار المهندسين الذين قادوا الانتصارات في السنوات الأخيرة على جبهة كاراباخ. المقارنات التي أجريت في الأيام الأخيرة مع فاردان ماميكونيان واندرانيك اوزانيان بالتأكيد ليست مبالغات من الناحية التقنية. يبدو أنه كان شخصية لم تهرب من تحمل أصعب المسؤوليات ويبدو أنها تنتهي دائماً على الجانب الفائز. | » |

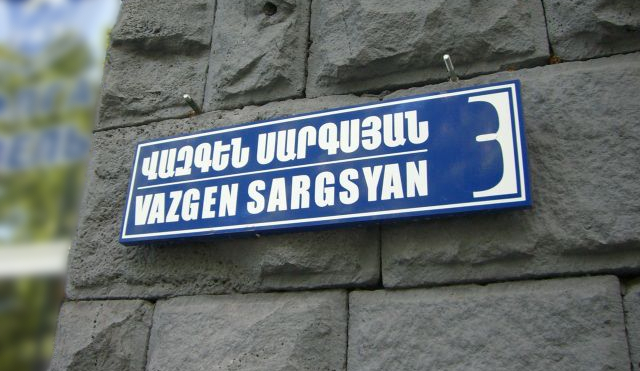
شارع فازجين سركسيان في وسط يريفان

في الغرب، تم وصف سركسيان بشكل عام على أنه قومي قوي. كتب الصحفي البريطاني جوناثان ستيل عن سركسيان بأنه "قومي شرعي يفضل دائماً العمل والقوة على الكلمات والدبلوماسية". يصف موسوعة بريتانيكا سركسيان بأنه "القومي الأرمنى الذي كرس معظم حياته في القتال الأرمني مع أذربيجان. أعرب عالم السياسة رازميك بانوسيان عن رأيه بأنه "آخر سياسي قومي مهم لم يكن شكه في التزامه تجاه كاراباخ وأرمينيا".
تم انتقاد سركسيان لكونه غير ديمقراطي، وخاصة لاستخدام نفوذه في تحديد مسبق لنتائج الانتخابات. اقترحت لجنة الأمن والتعاون في أوروبا في عام 1999 أن «سجله لا يبعث على الثقة في التزامه بالديمقراطية».وصف كتاب الحرية الدينية في العالم لعام 2008 بأنه «خبيث» وحمله مسؤولية عام 1995. الاعتداءات على الأقليات الدينية في أرمينيا (وخاصة تلك التي تثبط الخدمة العسكرية)، يصف توماس دي فال سركسيان بأنه «بارون إقطاعي»، ويدعي أن يرقراع سيطرت على «مناطق واسعة من الاقتصاد».

### فهرس
- Croissant، Michael P. (1998). The Armenia-Azerbaijan conflict: causes and implications. Westport, Connecticut: Praeger. ISBN:978-0-275-96241-8. مؤرشف من الأصل في 2022-06-09.
- Giragosian، Richard (يونيو 1999). Post-Election Analysis: The New Armenian Parliament (PDF). اللجنة الوطنية الأرمنية الأمريكية. مؤرشف من الأصل (PDF) في 2016-03-04. اطلع عليه بتاريخ 2013-04-27.{{استشهاد بكتاب}}:  صيانة الاستشهاد: ref duplicates default (link)
- Report on Armenia's parliamentary election May 30, 1999. Washington, DC: Commission on Security and Cooperation in Europe. مؤرشف من الأصل في 2020-11-16. اطلع عليه بتاريخ 2013-04-06.
- The Armenian Parliamentary Elections, 30th May 1999 (PDF). British Helsinki Human Rights Group. مؤرشف من الأصل (PDF) في 2021-09-01. اطلع عليه بتاريخ 2013-04-26.
- Republic of Armenia Parliamentary election 30 May 1999 Final Report. Warsaw: مكتب المؤسسات الديمقراطية وحقوق الإنسان  [لغات أخرى]‏. 30 يوليو 1999. مؤرشف من الأصل (PDF) في 2020-10-07.{{استشهاد بكتاب}}:  صيانة الاستشهاد: علامات ترقيم زائدة (link)
- Astourian، Stephan H. (2001). From Ter-Petrosian to Kocharian: Leadership Change in Armenia (PDF). University of California, Berkeley. مؤرشف من الأصل (PDF) في 2013-06-20. اطلع عليه بتاريخ 2013-01-11.
- Lea، David (2001). A Political Chronology of the Middle-East. Psychology Press. ISBN:978-1-85743-115-5.
- Hughes، James R. (2002). Ethnicity and territory in the former Soviet Union: regions in conflict. London: Cass. ISBN:978-0-7146-8210-5.
- de Waal، Thomas (2003). Black Garden: Armenia and Azerbaijan Through Peace and War. New York: New York University Press. ISBN:978-0-8147-1945-9.
- Adalian، Rouben Paul (2010). Historical Dictionary of Armenia. Lanham, Maryland: Scarecrow Press. ISBN:978-0-8108-7450-3.
- Panossian، Razmik (2009). "Post-Soviet Armenia: Nationalism & Its (Dis)contents". في Barrington, Lowell (المحرر). After Independence: Making and Protecting the Nation in Postcolonial and Postcommunist States. University of Michigan Press. ISBN:978-0-472-02508-4. مؤرشف من الأصل في 2022-04-01.

## وصلات خارجية
| صور - Vazgen Sargsya's pictures from early 1990s نسخة محفوظة 8 مارس 2016 على موقع واي باك مشين. at ankakhutyun.am فيديوهات وثائقية - Vazgen Sargsyan's TV speech calling on volunteers, August 15, 1992 على يوتيوب - Vazgen Sargsyan's press conference, January 23, 1998 على يوتيوب - Vazgen Sargsyan talking about Levon Ter-Petrosyan, June 1998 على يوتيوب - Excerpt from Vazgen Sargsyan's speech at the Republican Party convention, January 29, 1999 على يوتيوب - Vazgen Sargsyan's speech on October 27, 1999, just before his assassination على يوتيوب | أفلام - Short film about the October 27, 1999 shooting in the parliament على يوتيوب by A1plus - "Mahapartner" short film على يوتيوب by the Public Television of Armenia - A short film about Yerkrapah على يوتيوب by the Yerkrapah Volunteer Union - "Vazgen Sargsyan" short film على يوتيوب by Eduard Hambardzumyan, 2010 - "Vazgen's lessons" على يوتيوب an excerpt from the news on March 5, 2013, by Shant TV - "The Life The Way It Is: Vazgen Sargsyan على يوتيوب by Armenia TV, May 2013 موسيقى - "Sparapet" by Alla Levonyan music video على يوتيوب |